# Бобена салата
Бобена салата е популярна салата от българската кухня, приготвено от сварен боб, кромид лук, моркови, чубрица, която може да се консумира и като гарнитура към основно ястие.
Овкусява се със сол, олио и оцет.
Може да бъде смесена с лютеница, като тогава не се добавя оцет.